# Ouellah Hamahamet
Pour les articles homonymes, voir Ouellah.
Ouellah Hamahamet est un village côtier situé au nord-est de la Grande Comore entre, au Nord, Ngolé Hamahamet, et au Sud-Est, Bouni Hamahamet. Sa population est d'environ 900 habitants selon le recensement général de la population et de l'habitat de 2003, plus les Ouellaniens à l’étranger. Il ne faut pas confondre les villages de Ouellah Hamahamet, Ouellah Mitsamihouli et Ouellah Itsndra.
La pêche traditionnelle (pirogue) et moderne (à peu près une trentaine de vedettes motorisées) assure la vie quotidienne de la population locale et des régions environnantes. Elle est aussi source d'économie pour ce village. La diaspora, comme dans tous les villes et villages de la grande Comores, contribue à l'assistance des familles et au développement local. L'habitat est aussi développé par la communauté du village en France.
Depuis les années 1980, période durant laquelle les religieux étaient à la tête de toutes sortes de décisions, les jeunes n'ont pas eu le droit d’accès aux écoles occidentales, ce qui a entraîné de lourdes conséquences au niveau de l'éducation de ce village.
Le village connait une situation climatique grave conditionnée par le relief et la côte (très chaud en été et froid en hiver).

## Économie
Comme dans la plus grande majorité des villes et villages de la Grande Comore l'économie de ce village repose sur quatre grandes axes :
- La pêche
- La diaspora
- L'agriculture
- Le tourisme

### La pêche
La pêche est d’une importance capitale au niveau de l’économie villageoise. Dans ce domaine, ce village occupe le premier rang sur le plan régional, car il est considéré comme l’épine dorsale de vente du poisson dans cette région et les régions voisines.
Ce classement est dû aux diverses méthodes et au talent appliqués par les pêcheurs du village, de la pêche traditionnelle à la pêche artisanale.
Avant 1980, la pratique de la pêche était de type traditionnel, les pêcheurs ont utilisé des pirogues à balanciers, mais après cette date, une nouvelle méthode vient juste de s’appliquer par l’utilisation de lampe à pétro-max pour la pêche pendant la nuit, la plongée et d’autres furent aussi les méthodes mises en œuvre pour attraper les poissons.
Vers 1990, la progression de la pêche a eu un grand effort par l’installation de DCP (Boué) au large de la même localité.
Jusqu’à 2011, on dénombre au total 3 sites de débarquements contenant un ensemble de 50 pirogues à balanciers et une trentaine de vedettes de pêche à moteurs dans le cadre de la pêche artisanal.
L’essor de la pêche est aussi lié à des facteurs nouveaux et favorable ; longueur de côte et l’étendue de la plateforme locale.
La pêche satisfait 90 % des besoins en consommation de poissons sur le plan local, régional et inter régional.
Il est le premier producteur de diverses espèces de poissons dont les différentes sortes de thon, barracuda, sardine, mérou et autres, avec un pourcentage élevé environ 90 % soit 1 500 tonnes par jour et surtout en période de Kussi (avril à octobre).
Malgré cette productivité, le pêcheur de Ouellah Hamahamet se trouve dans une situation difficile émanant non seulement par le manque d’une chambre froide qui peut garantir les activités de pêche, mais aussi par la destruction de la digue démolie depuis 1987, qui protégeait le village contre la mer, et ses vagues qui détruisent les habitations de ces pêcheurs.
À l’heure actuelle (2012), les dangers des tsunamis dans la région de l’Océan Indien, peuvent submerger ce village, si les décideurs ou les organisations de protection contre les catastrophes naturelles ne trouvent pas une solution pour cette digue afin de sauver la population et les habitats de ce village là où il se situe actuellement, sinon ce village est appelé à disparaître dans les années à venir.

### L'agriculture
Dans le domaine de l’agriculture, le rendement est très faible à cause des difficultés liées à la terre et à la sécheresse conditionnée par le vent du sud durant huit mois.
Dans ce cadre, on estime 03 % des éleveurs-agriculteurs soit 02 % de production par an. Pour satisfaire les besoins de la population locale en matières agroalimentaires, les villageois font un échange soit poisson-matière agroalimentaire, soit monnaie-matière agroalimentaire.

### Les Ouellois de l'étranger (la diaspora)
Les Ouellois qui vivent à l’extérieur, plus particulièrement en France, comme dans les villes et villages des Comores, jouent un rôle très important pour le développement économique du village, ils participent activement à différentes initiatives visant à développer les infrastructures villageoises soit dans le domaine social, comme le bitumage des ruelles, l’électrification, la communication, ou dans le domaine du religieux comme la construction des mosquées et autres domaines. La diaspora participe aussi dans le développement de l'habitat.

### Le Tourisme
Le village de Ouellah se trouve dans un milieu stratégique au point de vue touristique.
Au sud du village à quelques mètres, se trouve une plage splendide, d’un sable blanc fin appelé par les anciens Mtsangani Ilooni. Cette plage est composée de deux parties principales en forme rectangulaire ; la partie dominante d’environ 300 m de longueur, et une autre séparée par une grande roche, celle-ci mesure environ 70 m de longueur, on trouve au sud de cette plage également une autre petite qui mesure environ 27 m.
On y trouve aussi des grottes, des falaises, des arbustives. Ce plages attire des visiteurs surtout certains Européens, Asiatiques et des nationaux de la région et non.
Le moment propice pour visiter cette plage est en période de stabilité du vent où la mer est très calme, on y trouve la tranquillité et un accueil chaleureux des habitants.
Dans le village on peut visiter des édifices historiques tels que la maison où est né feu le président Mohamed Taki Abdoulkarim, le premier puits construit dans la région de Hamahamet, le siège du fondateur du village Foundi Mmadi Foumou etc.

## L'histoire
L'histoire de ce village est fondée sur trois éléments majeurs : la toponymie, les origines de la population et de la création du village et les ethnies.

### La Toponymie
Le nom de Ouellah correspond à un mot arabe qui est (Wilaaya ولاية ) dont la signification est un village arroseur, c’est-à-dire capable d’alimenter les hommes dans tous les domaines de la vie.

### Les origines de la population et de la création du village
Le village est créé vers le milieu du XVIIe siècle par Foundi M’madi Foumou Mbamba originaire d’Itsandzeni dans la région de Hamahamet, médecin traditionnel, astrologue, et grand religieux. Ce savant à son époque est originaire d’une tribu célèbre appelée Washamba qui est une tribu arabo-perse notamment de la ville de Chiraz en Iran, réfugiés aux Comores pour des raisons multiples comme des conflits par exemple. Étant savant, il fut appelé Foundi.
Il possédait des champs dans les zones côtières à l’est d’Itsandzeni village originaire où il ne sentait pas une rentabilité de ses activités, c’est pour cette raison qu'il faisait la navette entre les champs et son village du jour au soir.
Il commença également des activités à caractère scientifique et social, comme :
- s’occuper de l’astronomie et de la médecine traditionnelle dans son champ dénommé Palatsohozi qui signifie place de repos surtout pour les femmes de la campagne qui, pendent la période de la marée basse, viennent massivement cerner les poissons sardines.
- visiter son champ et ses chèvres dans une zone appelée Ndo Pva Mze Fundi laquelle se situe dans la région de HAKAYI YA MBOINI.

Chaque fois qu’il se trouvait à la place PALATSOHOZI, lieu où se trouve son siège de repos, il ne cessait de recevoir des groupes de gens venus de différentes régions pour des consultations de différents aspects tels que circoncision, traitement de diverses maladies comme l’asthme, hydrocéphalie, etc.
Ici, il passait beaucoup son temps avant de regagner le soir son domicile à Itsandzeni.
Avec ce déplacement de tous les jours vers cet endroit, l’idée apparaît dans sa tête, de le considérer comme un lieu d’habitation permanente.
Sans plus tarder, il fait appel à son cousin Madi Mbamba Foumou Mbamba qui était en mariage avec Fatima Mchangouma originaire de Bouni, en compagnie de certains de ses enfants comme Ali Mmadi, Boina, Hassani et d’autres, tous ont répondu l’appel ; à leurs arrivée, ils construisent la première demeure et cette dernière fut la naissance de la localité de Ouellah. On rapporte que cette demeure était juste à côté de l’ancienne mosquée de Vendredi.
Il a fallu attendre la fin du même siècle (1860), que Foundi (nom religieux donné aux savants), pour tout son savoir fut invité dans la région d’Itsandra pour des affaires particulières, répondant à l’appel il a jugé nécessaire après avoir terminé sa mission de tisser de relations avec ses hôtes.
Ces relations lui ont permis d’avoir un mariage avec une femme de la ville d’Itsandra Mdjini.
Dans cette localité, Foundi a occupé des grands postes dans le domaine religieux tel qu’Imam et Hatub de la mosquée de Vendredi, et fut aussi chef de la confrérie Quadiriya.
À Itsandra, il a encore eu des enfants. Quarante ans plus tard (vers 1900), il retourna dans sa région, la région de Hamahamet, après une intervention manifestée par ses parents notamment, une de ses sœurs, au nom de Mzidiwa Foumou Mbamba qui jugeait, avec la famille tout entière, que sa résidence à Itsandra Mdjini avait trop duré, et la région de Hamahamet était en besoin.
À son arrivée, Foundi s’est marié avec Mariama Soyo d’origine de sa même localité Itsandzeni, un mariage déjà préparé par ses parents.
Peu après il transféra une partie de ses parents à Ouellah pour rejoindre leur cousin, Mmadi Mbamba qui avait déjà pris comme domicile cette localité.
Ici il construisit sa maison, appelée Darini, la première en dur tout près de la mer, comme la mosquée (zawiya qadriya) et tout près de lui la maison de ses parents et un puits le premier dans la région nommé Issimadjou.
À Ouellah, Foundi a eu également des enfants qui sont : Youssouf Foundi (Goda), Ahmada Foundi, Ali Foundi.
Lors de sa résidence à Itsandra Foundi tissait des relations avec tout le monde, il avait un ami du nom d'Abdou Mbaé originaire de Ntsoudjini.
Ce dernier sachant le retour de son ami à son village natal, a jugé nécessaire de se déplacer pour aller vivre avec son ami, le Foundi, et s’est vite déplacé pour vivre à Ouellah. Celui-ci à son arrivée a occupé une très grande partie du territoire local appelé Pembani et s’est marié à une femme du nom de Mzade Hamadi, une des sœurs de Foundi, elle est issue de la tribu Wachomba. Ce couple a donné naissance à Mariam Adam, Ria Adam, Riziki Adam… Toute personne issue de cette famille porte le nom de famille WA PEMBANI.

### Les tribus
Il existait deux tribus dans le village, la tribu parent qui est celle du fondateur du village venu d’Itsandzeni et est connue sous le nom de Wa Shomba, et le deuxième est celui issu de Fatima Mchangouma femme de Mmadi Mbaba connue sous le nom de Inyankoirizi venue du Village voisin Bouni.
Vers le milieu du XXe siècle, ces deux tribus ont donné deux autres noms de famille, les familles Inyamoilimu wa illezo (Itsandzeni) et
Mdamboini (Bouni).

## Religion et éducation
La religion et l’éducation font partie des grands axes du développement culturel et spirituel de l’être humain. Le peuple est dominé par la religion musulmane avec 98 % des fidèles présents dans tout l'archipel des Comores. Les Ouellanies font partie de cette société et donc des musulmans. L'éducation est aussi nécessaire pour autant des raisons de concepts technologiques, sanitaire, religieux, etc.

## La religion
Après la mort de Foundi Mmadi vers l'an 1924, ses successeurs qui ont appris auprès de lui plusieurs connaissances en matière religieuse et autres connaissances, comme Soilihi Mfaoumé et Ali Foundi dont ces deux personnes sont considérés à leurs époques les plus dominantes dans tous les domaines.
On note également d’autres personnes formées par cet éminent Foundi comme Abdillah Mfoihaya, Cheikh Mhoudine Mfoihaya, Youssouf Mmadi Foumbamba (Goda), ils étaient tous à l’origine du développement socio-religieux et d’autres facteurs dans la région de Hamahamet et autres.
Vers l'an 1932, ils se sont organisés, et ont décidé de faire la prière du Vendredi à Ouellah, sachant qu’auparavant ils prièrent à Itsandzeni. Ils ouvrent une grande école coranique et de sciences religieuses à Ouellah.
Ce village devient un campus universitaire car un grand nombre d'apprentis sont venus de tous les horizons du pays pour apprendre.
À partir des années 1980, le volume universitaire de ce village commence à perdre sa renommée à cause de la disparition de certains de ces grands enseignants ouellaniens, comme celles de Sheikh Mhoudine Mfoihaya en 1982, Sheikh Abdillah Mfoihaya (رحمه الله) en 1987, Sheikh Ali Foundi en 1992 et Oustadh Mahmoude Abouroihmane (رحمه الله) en 2002 qui a aussi marqué l'histoire de l’éducation coranique et des bases de l'islam. Ce dernier a laissé toujours les traces de quelques-uns de ses apprentis qui forment la génération actuelle.
Actuellement, l’image à caractère religieux du village est effacée, malgré la relève prise par d’autres natifs de ce village qui continuent à enseigner les bases de l'islam, plus particulièrement le coran, la jurisprudence et la langue arabe.

## L’éducation
C’est en 1980 et grâce aux combattants pour l'intégration de l'école française (Mahamoud Abderemane et Mohamed Himidi) que ce village a connu l’école publique, ouverte pour un effectif de 60 élèves en C.P1.
Actuellement, il y a deux cycles pour quatre classes, parce que la plupart des parents préfèrent envoyer leurs enfants dans d’autres localités pour apprendre. On compte jusqu’à maintenant une trentaine de bacheliers et des universitaires.
Parmi eux, il y a ceux qui travaillent dans l’administration comme des fonctionnaires et d'autres dans le cadre privé.